# جايمي سيرانو ألونسو
جايمي سيرانو ألونسو (بالإسبانية: Jaime Serrano Alonso)‏ هو سباح إسباني، ولد في 30 أبريل 1979 في برشلونة في إسبانيا.